# Lachapelle-sous-Chanéac
Lachapelle-sous-Chanéac è un comune francese di 198 abitanti situato nel dipartimento dell'Ardèche della regione dell'Alvernia-Rodano-Alpi.

## Società

### Evoluzione demografica
Abitanti censiti